# Châtillon, Allier
Châtillon là một xã ở tỉnh Allier thuộc miền trung nước Pháp.